# Clarence Hammar
Karl Adolf Clarence Hammar (Solna, 23 de junio de 1899-Haninge, 31 de diciembre de 1989) fue un deportista sueco que compitió en vela en la clase 8 Metre. Participó en dos Juegos Olímpicos de Verano en los años 1924 y 1928, obteniendo una medalla de bronce en Ámsterdam 1928 en la clase 8 Metre.

## Palmarés internacional
| Juegos Olímpicos | Juegos Olímpicos         | Juegos Olímpicos  | Juegos Olímpicos |
| Año              | Lugar                    | Medalla           | Clase            |
| ---------------- | ------------------------ | ----------------- | ---------------- |
| 1928             | Ámsterdam (Países Bajos) | Medalla de bronce | 8 Metre          |